# Вигберт фон Ферден
Вигберт фон Ферден (на немски: Wigbert, Wichbert, Wipert, Wicpert; † 8 септември 908) е от 874 до 908 г. епископ на Ферден.

## Произход и управление
Той е правнук на саксонския херцог Видукинд. Син е на неговия внук граф Валтберт († 876) и на Алдбург. Роднина е на архиепископ Хогер фон Хамбург († 915).
Вигберт е ректор (пропст) в основания от баща му фамилен манастир във Вилдесхаузен. Той е дякон при крал Лудвиг Немски и от 864 г. източнофранкси дворцов каплан. През 874 г. е епископ на Ферден и е под закрилата на Лудвиг Немски. През 876 г. Лудвиг Млади подарява собствености за епископството му. Той строи капела в Люнебург, която става основа на манастир „Св. Михаил“.
Погребан е в църквата на Вилдесхаузен.